# Rådgivende folkeafstemning om Norges tilslutning til EF 1972
En rådgivende folkeafstemning om norsk tilslutning til EF/EEC blev afholdt den 24. og 25. september 1972. Resultatet gav et flertal på 53,5 % imod tilslutningen. Valgdeltagelsen var på 79,2 %.

## Baggrunden
EEC blev oprettet i 1958 af Frankrig, Italien, Belgien, Holland, Luxembourg og Vesttyskland i et forsøg på at væve de ulige landes økonomier tættere sammen. Navnet var oprindelig Det Europæiske Økonomiske Fællesskab (EEC), men blev senere ændret til Det Europæiske Fællesskab (EF). I forbindelse med folkeafstemningen benyttede nej-siden sig af den førstnævnte betegnelse, mens ja-siden benyttede sig af sidstnævnte. Alle de oprindelige medlemslande var medlemmer af NATO og OECD, og var som sådan en del af den vestlige alliance under den kolde krig. Norge, Storbritannien og Danmark tilhørte også den vestlige alliance, disse landes tilslutning til EEC blev derfor hurtigt et aktuelt spørgsmål. Forsøg på udvidelse blev imidlertid blokkeret af Frankrig præsident Charles de Gaulle både i 1961 og i 1967, derfor var det ikke før i 1969 da han gik af, at tilslutning fra nye lande blev muliggjort.
I Norge var Sosialistisk Folkeparti (SF) og Norges Kommunistiske Parti (NKP) de eneste partier, som fra begyndelsen af gik imod norsk medlemskab af EEC. Også inden for Arbeiderpartiet (AP), Senterpartiet (SP) og Kristelig Folkeparti (KrF) var der enkelte, som var imod, men de udgjorde i starten tilsammen et forsvindende mindretal af Stortings repræsentanterne. I 1967 vedtog Stortinget, med 136 mod 13 stemmer, at søge om norsk medlemskab for anden gang.
Stortinget vedtog i 1970, med 132 mod 17 stemmer, at sende endnu en ansøgning om medlemskab. En vigtig årsag til dette var, foruden de Gaulles afgang, at forsøg på at opnå et tættere nordisk økonomisk samarbejde var løbet ud i sandet. I løbet af forhandlingerne forøgedes imidlertid modstanden mod EEC, og et forslag om at trække ansøgningen tilbage fik i 1971 37 stemmer. Særlig indenfor SP, men også indenfor regeringspartierne KrF og Venstre (V) blev modstanden stærkere. Der var også EEC-sagen, som fældede Per Bortens borgerlige samlingsregering, og banede vejen for, at en AP-regering med Trygve Bratteli som statsminister blev dannet til trods for et borgerlig flertal i Stortinget.
Allerede i 1961 havde Venstre lanceret ideen om en folkeafstemning. Nej-organisationerne Aktion mod medlemskab i Fællesmarkedet, som havde sin basis på venstrefløjen i arbejderbevægelsen, Oplysningsudvalget af 1962 med basis i bondeorganisationerne og Bergensudvalget mod EEC, som alle blev dannede i 1962, støttede også dette krav om folkeafstemning, hvis sagen skulle blive aktuel. Den største modstander af folkeafstemning var AP, som mente, at sagen var for kompliceret til at blive afgjort i en folkeafstemning. Der blev også foreslået at afholde nyvalg for at sikre legitimiteten af, at beslutningen som blev foretaget uden folkeafstemning, men da ansøgningen var blev vedtaget og skulle sendes, blev det også vedtaget, at sagen skulle afgøres gennem en rådgivende folkeafstemning.

## Folkeafstemningen
I januar 1972 skrev regeringerne fra Norge, Danmark, Storbritannien og Irland under på aftaler deres medlemskab af EEC. I Storbritannien valgte regeringen med Edward Heath i spidsen, ikke at afholde folkeafstemning. I Irland var der et overvældende flertal ved folkeafstemningen i maj 1972. Norge placerede afstemningen den 24.-25. september, mens Danmark skulle afholde deres folkeafstemning en uge senere. I perioden fra ansøgningen blev sendt i 1970 havde den norske nej-side haft en til tider stor tilgang ifølge meningsmålingerne med over 70 % i december 1971. Frem mod selve afstemningen blev det imidlertid mere og mere klart, at det ville blive en kamp til stregen. Morgenbladet annoncerede faktisk allerede den 26. september 1972 i sit første oplag, at Norge allerede havde sagt ja til medlemskabet.

### Ja-siden
Den vigtigste organisation på ja-siden var organisationen Ja til EF og dens ungdomsorganisation Ungdomskampagnen for norsk EF-tilslutning, som senere skulle danne grundlaget for Europæisk Ungdom. Også Europabevægelsen var aktivt med, men holdt sig i baggrunden efter, at Ja til EF blev grundlagt vinteren/foråret 1972. På Stortinget var Høyre (H) det eneste ja-parti, men også AP havde et klart flertal af repræsentanter, som støttede tilslutningen. Også i V og KrF var der et mindretal, som var for medlemskabet. De fleste af massemedier støttede op om ja-siden, omkring 86 % af det samlede avisoplag blev udgjort af ja-aviser, og det samme gjorde både LO og Norsk Arbejdsgiverforening.

### Nej-siden
På nej-siden var Folkebevægelsen mod EEC og Ungdomsfronten mod EEC de vigtigste organisationer. Arbejderkomiteen mod EEC og dyrtid repræsenterede venstrefløjens del af nej-bevægelsen, men opfordrede fra slutningen af 1971 sine medlemmerne til også at arbejde for Folkebevægelsen. Blandt Stortingspartierne var SP det eneste fuldstændige nej-parti, men også V og KrF havde vedtaget et nej til tilslutning, i tillæg var et mindretal i AP, organiseret i Arbejderbevægelses Informationskomite mod EEC (AIK), en aktiv del af nej-siden. Hverken SF, NKP eller marxist-leninisterne var repræsenteret på Stortinget, men var alle klare modstandere. Dagbladet var, i modsætning til i 1994, en nej-avis, det samme var enkelte lokalaviser samt aviser som Nationen, Friheten, Orientering og Klassekampen. På erhvervsfronten var det mest indenfor landbrug og fiskeri at nej-siden slog stærkest igennem.

### Ja: Argumenter for EF
- EF giver styrke gennem samarbejde.
- EF står for fred mellem gamle fjender.
- EF bidrager til at styrke vest i kampen mod østblokken.
- EF sikre vækst og arbejdspladser.

### Nej: Argumenter mod EF
- EEC truer norsk suverænitet.
- EEC er en potentiel ny magtblok som kan svække NATO.
- EEC svækker norsk ejendomsret til fiskeresurserne.
- EEC skaber større afstand mellem folk og styrende/ledere.
- EEC giver rovdrift på naturen.
- EEC vil svække norsk landbrug.

### Kampen om EF/EEC-tilslutning
I august 1972 slog statsminister Bratteli fast, at han ville gå af, hvis et flertal i folket valgte at sige nej til medlemskabet. «En A-vælger er en JA-vælger» var slagordet. Begge sider mobiliserede store folkemængder – Folkebevægelsen havde på sit højeste over 110.000 medlemmer. Selv om begge sider baserede sig på græsrodsaktivitet, var der alligevel en forskel ved, at ja-siden beklædte regeringsapparatet og det meste af massemedierne. Dermed fik ja-kampagnen i større grad præg af at være en elitekampagne ovenfra.
På begge sider var også kultur et vigtig virkemiddel. Rolf Grovens billeder fik stor betydning for nej-siden. Det blev også lavet sange og udgivet LP-plader, hvoraf «Fløtt deg EEC, du står i veien for sola» sandsynligvis er en af de mest kendte. Det vigtigste virkemiddel for begge sider var imidlertid informationsarbejdet. Der blev trykt utallige løbesedler og informationsfoldere, som omfattede et meget stort antal aspekter. Det blev også afholdt folkemøder og debatter på skoler, arbejdspladser og andre steder.

### Valgresultatet
Valgresultatet af folkeafstemningen blev et mindre, men klart nej-flertal. Resultatet for hele landet blev 46,5 % ja og 53,5 % nej. Valgdeltagelsen blandt de stemmeberettigede var på 79,2 %.
Valgresultaterne er gengivet i tabellerne nedenfor:
| Fylke                    | Ja     | Nej    |
| ------------------------ | ------ | ------ |
| Akershus                 | 56,8 % | 43,2 % |
| Aust-Agder               | 45,6 % | 54,4 % |
| Buskerud                 | 53,9 % | 46,1 % |
| Finnmark                 | 29,6 % | 70,4 % |
| Hedmark                  | 44,4 % | 55,6 % |
| Hordaland (inkl. Bergen) | 49,0 % | 51,0 % |
| Nordland                 | 27,5 % | 72,5 % |
| Nord-Trøndelag           | 31,6 % | 68,4 % |
| Oppland                  | 39,9 % | 60,1 % |
| Oslo                     | 66,5 % | 33,5 % |
| Møre og Romsdal          | 29,2 % | 70,8 % |
| Rogaland                 | 44,8 % | 55,2 % |
| Sogn og Fjordane         | 30,8 % | 69,2 % |
| Sør-Trøndelag            | 42,4 % | 57,6 % |
| Telemark                 | 38,4 % | 61,6 % |
| Troms                    | 29,8 % | 70,2 % |
| Vestfold                 | 56,7 % | 43,3 % |
| Vest-Agder               | 42,9 % | 57,1 % |
| Østfold                  | 48,5 % | 51,5 % |

| Hele landet             | Hele landet | Hele landet |
| Valg                    | Stemmer     | Procent     |
| ----------------------- | ----------- | ----------- |
| Nej                     | 1.118.281   | 53.5%       |
| Ja                      | 971.687     | 46.5%       |
| I alt                   | 2.089.968   | 99.7%       |
| Ugyldige/blanke stemmer | 6.388       | 0.3%        |
| Totalt                  | 2.096.356   | 100.0%      |
| Registrerede vælgere    | 2.680.907   | 79%         |

## Eftervirkninger

### Regeringsskifte
Statsminister Trygve Bratteli i Arbeiderpartiregeringen stillede i august 1972 spørgsmålet til folket. Efter nederlaget i folkeafstemningen blev dermed magten overladt til mindretalsregeringen Korvald, bestående af Kristelig Folkeparti, Senterpartiet og Venstre.

### Ændringer i politiske partier
Valgresultatet førte til en række ændringer i de politiske partier:
- Ja-fløjen i Venstre brød ud af partiet og dannede Det Nye Folkepartiet, som senere skiftede navn til Det Liberale Folkepartiet, og begge partierne blev kraftigt svækkede ved valget i 1973.
- AIK forlod Arbeiderpartiet.
- Et Socialistisk Valgforbund blev dannet som en alliance af SF, AIK, NKP og partiløse socialister. Dette valgforbund blev til Socialistisk Venstreparti (SV) i 1975, dog uden flertallet i NKP.

### Politiske ændringer
- I 1973 indgik Norge en frihandelsaftale med EF. Selv om denne i dag (2007) er udvidet gennem EØS-aftalen er den fortsat gældende.
- I kølvandet af Folkebevægelsen og Ja til EF fik tværpolitiske aktioner større styrke og gennemslagskraft for en periode.
- Skillet mellem højre og venstre på partiskalaen blev svækket, og samarbejdet på borgerlig side blev lagt på is for flere år.